# Liste der Kulturdenkmäler in Gisselberg
Die folgende Liste enthält die in der Denkmaltopographie ausgewiesenen Kulturdenkmäler auf dem Gebiet des Ortsteils Gisselberg der  Stadt Marburg, Landkreis Marburg-Biedenkopf, Hessen.
Hinweis: Die Reihenfolge der Denkmäler in dieser Liste orientiert sich an der Anschrift, alternativ ist sie auch nach der Bezeichnung oder der Bauzeit sortierbar.
Kulturdenkmäler werden fortlaufend im Denkmalverzeichnis des Landes Hessen durch das Landesamt für Denkmalpflege Hessen auf Basis des Hessischen Denkmalschutzgesetzes (HDSchG) geführt. Die Schutzwürdigkeit eines Kulturdenkmals hängt nicht von der Eintragung in das Denkmalverzeichnis des Landes Hessen oder der Veröffentlichung in der Denkmaltopographie ab.

## Kulturdenkmäler
| Bild                               | Bezeichnung                        | Lage                                                                      | Beschreibung | Bauzeit     | Objekt-Nr. |
| ---------------------------------- | ---------------------------------- | ------------------------------------------------------------------------- | ------------ | ----------- | ---------- |
| Gesamtanlage historischer Ortskern | Gesamtanlage historischer Ortskern | Dorfmitte, Fischteich, Heide, Wacholderberg, Friedhof, Zur Fasanerie Lage |              |             |            |
| Wohnhaus                           | Wohnhaus                           | Dorfmitte 1 LageFlur: 5, Flurstück: 31/1                                  |              | 1900        |            |
| Backhaus und ehem. Spritzenhaus    | Backhaus und ehem. Spritzenhaus    | Dorfmitte 3a LageFlur: 5, Flurstück: 36                                   |              | 1825        |            |
| Wohnhaus, Gartenhaus               | Wohnhaus, Gartenhaus               | Dorfmitte 9 LageFlur: 5, Flurstück: 38/5                                  |              | 17. Jh.     |            |
| Hofanlage                          | Hofanlage                          | Dorfmitte 14 LageFlur: 5, Flurstück: 14/2, 14/3, 14/6, 14/8, 16/6, 16/11  |              | 18.–20. Jh. |            |
| Vierseitige Hofanlage              | Vierseitige Hofanlage              | Dorfmitte 15 LageFlur: 5; 6, Flurstück: 39/2, 40/5, 33/13                 |              | 17./18. Jh. |            |
| Tagelöhnerhaus                     | Tagelöhnerhaus                     | Dorfmitte 18 LageFlur: 5, Flurstück: 13                                   |              | 1802        |            |
| Scheune                            | Scheune                            | Gießener Straße 8 LageFlur: 5, Flurstück: 19/20                           |              | 19. Jh.     |            |
| Ehem. Gastwirtschaft               | Ehem. Gastwirtschaft               | Gießener Straße 10 LageFlur: 5, Flurstück: 19/22                          |              | 1798        |            |
| Einfriedung, Portal                | Einfriedung, Portal                | Gießener Straße 13 LageFlur: 6, Flurstück: 291                            |              | 1894        |            |
| Wohnhaus                           | Wohnhaus                           | Im grünen Tal 3 LageFlur: 7, Flurstück: 6/5                               |              | 1918–1922   |            |